# Palanteenjärvi
Palanteenjärvi är en sjö i kommunen Keuru i landskapet Mellersta Finland i Finland. Arean är 35 hektar och strandlinjen är 5,42 kilometer lång. Sjön  ingår i Kumo älvs huvudavrinningsområde.   Den ligger omkring 77 kilometer väster om Jyväskylä och omkring 230 kilometer norr om Helsingfors. 